# Japan Expo
Japan Expo è una fiera dedicata alla cultura di massa giapponese, che si svolge a Parigi, in Francia, anche se con gli anni si è ramificata in vari festival di correlati Kultima e si è ampliata al punto di comprendere diverse nazioni europee ed americane. Vien tenuta annualmente all'inizio di luglio, per quattro giorni (di solito dal giovedì alla domenica).

## Storia
La prima edizione della fiera si è tenuta nel 1999 ed ha accolto circa 2.400 visitatori, un numero che è cresciuto costantemente. Nel 2002, il Japan Expo è stato ospitato nel centre des nouvelles industries et technologies (CNIT) a La Défense, Parigi.
Nel 2005, l'evento è stato cancellato per ragioni di sicurezza legate al grande numero di visitatori. Negli anni successivi, quindi la fiera è stata spostata presso il Parc d'Expositions di Villepinte.

## Edizioni
| Date                     | Location                                          | Visitatori               | Ospiti |
| ------------------------ | ------------------------------------------------- | ------------------------ | --- |
| 1999                     | ISC Paris Business School                         | 2.400                    | |
| 24-25 giugno 2000        | EPITA                                             | 3.200                    | |
| 8-10 dicembre 2000       | Espace Champerret                                 | 8.000                    | |
| 29 giugno-1º luglio 2001 | Espace Austerlitz                                 | 12.000                   | Anime: Éric ETCHEVERRY, Brigitte LECORDIER, Éric LEGRAND Musica : Michel BAROUILLE, Liliane DAVIS, Enriqué, Jean-Pierre SAVELLI |
| 5-7 luglio 2002          | CNIT-Paris it Défense                             | 21.000                   | Anime & manga,: Daniel GALL, Dorothée JEMMA, Catherine LAFOND, Marc LESSER, Thomas ROMAIN, Stanislas BRUNET, Stefano TAMIAZZO, Jane VAL, Nami AKIMOTO, Tsutomu NIHEI Musica : Elfie ASTIER, Michel BAROUILLE, Valérie BAROUILLE, Olivier CONSTANTIN, Marie DAUPHIN, Liliane DAVIS, Enriqué, Claude LOMBARD, NOAM Altri : Les Romanesques |
| 5-6 luglio 2003          | CNIT-Paris it Défense                             | 29.000                   | Anime & manga: Bruno BIANCHI, Phillipe BUCHET, Keiji GOTÔ, Shôji MURAHAMA, Nobuhiro OKASEKO, Ryôsuke SAKAMOTO, Sylvain SAVOIA |
| 2-4 luglio 2004          | CNIT-Paris it Défense                             | 41.000                   | Anime & manga,: Hisashi ABE, Jean BARNEY, Bengal, Yoshinori KANAMORI, Masakazu KATSURA, Patrick MESSE, Andy SETO, Stefano TAMIAZZO, Masakazu KATSURA, Hiroshi WATARI et les auteurs de Manhwa (Woo, Jin&Jae;, Kyung, Chul-Ho, Seock, Kyong, Young...) Musica : Mana, Miho NITTA |
| 1-3 luglio 2005          | Evento cancellato                                 | Evento cancellato        | Evento cancellato |
| 7-9 luglio 2006          | Parco delle Esposizioni di Parigi Nord Villepinte | 56.000                   | Anime & manga,: BAEK Hye-Kyoung, Benjamin, CHO Seung-Yeop, KIM Su-Yeon, KIM Yeon-Joo, KIM Yoon-Kyung, LEE Jong Eun, LIM Jin Ju, Kenjiro KAWATSU, Morishige, Takaharu OKUMA, Aki SHIMIZU, Mamiya TAKIZAKI, Kazuhide TOMONAGA, YOON Jae-Ho, Hideki ŌWADA et des auteurs de Manhwa (Baek Hye Kyoung, Kim Su Yeon, Kim Youn Kyung, Lee Jong Eun, Lim Jin Ju, Yoon Jae-Ho, Cho Seung-Yeop, Kim Yeon Joo...) Musica : Plastic Tree, Anna TSUCHIYA, Hitomitoi |
| 6-8 luglio 2007          | Parco delle Esposizioni di Parigi Nord Villepinte | 80.727                   | Anime & manga,: Benjamin, Ji DI, JUNG Hyun-Suk, Sachiko KAMIMURA, KIM Se-Young, KIM Yoon-Kyung, PARK Chul-Ho, PARK Jin-Hwan, SON Chang-Ho, Hiroyuki TAKEI, Keiko ICHIGUCHI, Junko MIZUNO, Syûji TAKEYA, Aurore, Jenny, Patricia LYFOUNG, Patrick SOBRAL, Philippe CARDONA, Florence TORTA, Reno, Moonkey, Alex NIKOLAVITCH, Audrey DIALLO, Camilo, Julien BLONDEL, Kalon, LordShion, Nick MEYLAENDER, Shaos, Kaze et Shonen, Zerriouh, Michel WOUI, Arleston, Bessadi, Kara, Labourot, Mourier, Nhieu, Tarquin, Pellet, Alessandro BARBUCCI, Barbara CANEPA, Claudio ACCIARI, Matteo DE LONGIS, Riff Reb’s, Mika, Chan, Anike HAGE, Boulet, Stan Sakai Videogiochi : Masachika KAWATA, Minae MATSUKAWA, Hironobu SAKAGUCHI, Hironobu TAKESHITA Musica : Dio – Distraught Overlord, Gari, Hakuei de Penicillin, Halcali, Nana KITADE, Ichirô MIZUKI, MOON Kana, Olivia, Shudan stars, YOSHIKI Moda : Laforet Harajuku Sport : Cima, Dragon Kid, El Generico, Joe E Legend, Ippei Ota, Takeshi RIKIO, Doug WILLIAMS |
| 3-6 luglio 2008          | Parco delle Esposizioni di Parigi Nord Villepinte | 134.467                  | Anime & manga,: Benjamin, CHO Jung-man, Dorothée, Jean GIRAUD, Kôta HIRANO, Yutaka IZUBUCHI, Kara, Junko KAWAKAMI, Toshihiro KAWAMOTO, KIM Dong-Hoon, KIM Se-Young, KIM Young-oh, Kazuo KOIKE, LEE Jong-Eun, Éric LEGRAND, LU Ming, Setona MIZUSHIRO, Gô NAGAI, Takeshi OBATA, Ito ÔGURE / Oh! Great, PARK Chul-Ho, Yoshiyuki SADAMOTO, Munehisa SAKAI, Chihiro TAMAKI, Tetsuya TSUTSUI, Les Humanoïdes Associés (Jean Giraud - Moebius, Pen of Chaos), Soleil Prod (Alexandro Jodorowsky, François Boucq, Beltran, Ludo Lullabi, Bessadi, Chan, Grelin, Kara, Mitric, Nhieu, Pellet, Ung Sorya et Soryane, Barbara Canepa, Looky, Matteo de Longis, Rafchan, Valente), Delcourt (Patrick SOBRAL, Patricia LYFOUNG, Philippe OGAKI, Hub, Jenny, ALGÉSIRAS, Jean David MORVAN, Fafah Togorah, Yishan Li, Alexis), Ankama Editions (Ancestral Z, Gilles Aris, Run, Yuki & Kaji, Florent Maudoux, Foya, Souillon), Pika Editions (Boris Lambert, Miya, Reno, Moonkey), Colexia (Johann Bodin, Hélène Dieumegard, Eric Scala, Alain Brion), Shogun (Shonen, Alex Nikolavitch, Audrey Diallo, Célimon, Dune, Esteban Mathieu, Edmond Tourriol, Irons.D, Janina Görrissen, Julien Blondel, Kalon, Kaze, Klem, Lord Shion, Lylian, Marie Tho, Matthieu Gibé, Michael Nau, Mika, Nicolas Meylander, Niko, Shaos, Shina, Virak), Kami (Philippe Cardona, Florence Torta, Tadjah Chonville, Ben & Richard, Saïd Sassine, Noë, Nini, Zébé), Casterman (Caroline PICARD, Christine ADAM, Bastien Vivès, Cha, Guillaume Singelin, Jean Luc Bizien, Viravong), Dargaud/Kana (Bengal, Man, Alice PICARD, Vanyda, Nauriel, Mathieu Mariolle, Mircea Arapu, Pop, Elsa Brants, François Cortegianni), Glénat (Boulet, J.M. Ken Niimura), Paquet (OTRAM), Editions Muffins (Emilie Lepers, Charlie Audern, Aline Brunell, Eden MISTY) Musica : AciD FLavoR, Aoi, BETTA FLASH, CATSUOMATICDEATH, Dead Sexy Inc., Lost Color People, Machine, Miyavi, Scandal, RA:IN, Pata Videogiochi : Hironori ISHIGAMI, Kunimi KAWAMURA, Shôgo KIMURA, Hiroshi MATSUYAMA, Kô TAKEUCHI, Tommy TALLARICO, Shinichiro TOMIE, Jack WAL, Pouchain Letteratura : Sarah ASH, Laurent GENEFORT, Mélanie FAZI, Stéphane COLLIGNON, Patrice LOUINET Fumetti : Alan Davis, Mark Farmer, Phil Winslade, James Hodgkins, Frankel, Geoff, Guillaume Prevost, Rémi Dousset, Soul, Alain Marmet, Tiphaine Mourmant, Rémi Bastie Altri : Miki SUZUKI, NerdZ, Laurent POUCHAIN |
| 2-5 luglio 2009          | Parco delle Esposizioni di Parigi Nord Villepinte | 165.501                  | Anime & manga: CLAMP, Shin'ichirō Watanabe, Moriyasu Taniguchi, Mizuho Nishikubo, Mitsuhisa Ishikawa, Shiori Furukawa, Akemi Takada, Natsuki Takaya, Sakae Esuno, Daisuke Nishijima, Dai Satō, Hitoshi Ichimura, Tetsuya Nishio, Junko Takeuchi, Takami Akai, Akemi Hayashi, Kazuya Hatazawa, Shōtarō Morikubo, Hikari Yamaguchi, Yuuichiro Hirata, Shintaro Akiyama, Ryousuke Katoh, Benjamin, Lu Ming, Ji Di, Aurore, Benjamin Reiss, Olga Rogalski, Ludo Lullabi Videogiochi : Masachika Kawata, Kentaro Noguchi, Akitoshi Kawazu, Kazuyuki Kurashima, Hirakin Musica : AKB48, Aoi, Asuka, TRILL-DAN, Suns Owl, Gari, Yui Makino, RA:IN, School Food Punishment, Mosaic.wav, Kanon Wakeshima, Vistlip, ZamZa N'Banshee, Puffy AmiYumi, Meg |
| 1º-4 luglio 2010         | Parco delle Esposizioni di Parigi Nord Villepinte | 173.680                  | Anime & manga: Tsukasa Hōjō, Kenji Kodama, Hiro Mashima, Masakazu Katsura, Jun Mochizuki, Kazue Kato, An Nakahara, Aya Kanno, Yuko Shimizu, Midori Harada, Florent Maudoux, Dara, Raf, Maliki, Ancestral Z Videogiochi : Hideo Kojima, Noriyuki Iwadare, Hiromichi Tanaka, Dave Cox, Naoki Maeda Musica : Morning Musume, Yoshiki et Toshi, Seikima-II, ViViD, GIBIER du MARI, HITT & Guests, Ai Takekawa, die!!die!!color!!!, Long Shot Party, Root Thumm, Doping Panda, Anipunk, C-Zone, Natsuko Aso, Baby Jin, Clémentine, Kanon, MOON KANA, ☆Wotaku World Wave☆ Altri : Gamushara Oendan, Antoine Kruk, Christelle Huet-Gomez |
| 30 giugno-3 luglio 2011  | Parco delle Esposizioni di Parigi Nord Villepinte | 192.000                  | Anime & manga: Yumiko Igarashi, Toko Kawai, Yasuhiro Nightow, Shiitake, Hinako Takanaga, Yoshiki Tonogai, Nobuteru Yūki Videogiochi : Hideo Baba, Yoshitaka Goto, Katsuhiro Harada, Hiroyuki Kaneko, Hiroshi Matsuyama, Goichi Suda, Shuji Yoshida Musica : 1000say, Dream Morning Musume, Golden Bomber, Hangry & Angry, LAZYgunsBRISKY, Lightning, Manu, May'n, MEG, Keisho Ohno, Michiru Ōshima, Neeko, PASSPO☆, Iruma RIOKA, Shanti, TarO&JirO, X Japan, Akira Yamaoka, Yume Duo, Yuuhei-satellite & Yuuhei-catharsis Sport : Kamui, Ronin, Sugi Altri : Alice Brière-Haquet, h.NAOTO, Christelle Huet-Gomez, Céline Lavignette-Ammoun, Takeshi Miyagawa, Kyûton, Les Romanesques |
| 5-8 luglio 2012          | Parco delle Esposizioni di Parigi Nord Villepinte | 219.614                  | Anime & manga: Natsumi Aida, Moto Hagio, Hideo Katsumata, Toshio Maeda, Masao Maruyama, Haruhiko Mikimoyo, Tetsuya Saruwatari, Makoto Shinkai, Rei Toma, Tetsuya Tsutsui, Naoki Urasawa, Brigitte Lecordier, Eric Legrand,Philippe Ariotti Samantha Bailly, Berrizo, Alice Brière-Haquet, Furo et Mimi, Gogeta Jr, Christelle Huet-Gomez, Ibi, Ein Lee, Marlène, Chiaki Miyamoto, Jérôme Morel, Sakizo, Salagir, Shiitake, Monsieur To, TroyB Musica : Anli Pollicino, DaizyStripper, Flow, Hemenway, Junko Iwao, Man with a mission, Momoiro Clover Z, Professeur Sakamoto, Satsuki, Kohei Tanaka, Virgo, Kyary Pamyu Pamyu Videogiochi : Hideo Baba, Stéphane Bole, Katsuhiro Harada, Shinji Hashimoto, Satoru Iwata, Yoshihisa Kishimoto, Keiji Inafune, Julien Merceron, Yoko Shimomura, Naoki Yoshida Altri : Kamui, Mariya Nishiuchi, Triple Tails.S |
| 4-7 luglio 2013          | Parco delle Esposizioni di Parigi Nord Villepinte | 232.876                  | Anime e manga: Tetsuo Hara, Masahiro Ikeno, Atsuhiro Iwakami, Shōji Kawamori, Kim Byung Jin, Keito Kōme, Toshiyuki Kubooka, Tomonori Ochikoshi, Aya Oda, Mamiya Takizaki, Tatsuyuki Tanaka, Samantha Bailly, Jérôme Hamon, Shiitake Musica : Aki Akana, angela, Cute, Dear Loving, Deathgaze, Dempagumi.inc, J☆Dee’Z, Kao=S, Anam Kawashima, Kylee, May'n, Maywa Denki, Nightmare, Ninjaman Japan, Sansanar, Urbangarde Moda : Tsubasa Masuwaka, Una Videogiochi : Akimbo Lionheart, Kaiso Aoki, Yoru Hoshiyo, Hideo Baba, Katsuhiro Harada, Shinji Hashimoto, Yoshinori Kitase, Hisashi Koinuma, Tetsuya Nomura, Motomu Toriyama, Naoki Yoshida Altri : Ray Fujita, Laure Kié, Kikutaro, Katsuyuki Konishi, Natsuna, Kazma Sakamoto, Daisuke Sekimoto, Hiromu Takahashi, Junko Takeuchi |
| 2-6 luglio 2014          | Parco delle Esposizioni di Parigi Nord Villepinte | 240.189                  | Manga : Izumi MATSUMOTO, 326, Ehime, ... Anime : Kitarô KÔSAKA, Masao MARUYAMA, ... Videogiochi : Daigo IKENO, ... Musica : Berryz Kobo x °C-ute, YOSHIKI, 1000say, A for-Real, Gacharic Spin, Glowlamp, HAKUEI, Kalafina, ... Cultura del web : Flander's Company, Joueur du Grenier, ... Cultura e tradizioni : Ouen-zai, Takarabune, Kanroku, Mokugûsha, Satsumasendai Odoridaiko, Wagakki Band, Tsukiyoi, Sukippa Hasuppa, Sansanar, Aozora Ôendan, ... |
| 2-5 luglio 2015          | Parco delle Esposizioni di Parigi Nord Villepinte | 247.473                  | Anime e manga : Boichi, ... Musica : BACK-ON, Baseball☆Girls, Bee Shuffle, Chaw Chaw, Dempagumi.inc, Eir AOI, ILU GRACE, ... Letteratura : abec, ... Cultura del web : Benzaie, e-penser, Golden Moustache, ... |
| 7-10 luglio 2016         | Parco delle Esposizioni di Parigi Nord Villepinte | 234.852                  | Musica : Baby Raids JAPAN, Cheeky Parade, EGU-SPLOSION, Hayabusa, JAGMO, ... Cultura del web : Brice Duan, Flander's Company, Damned, Gaki Parody, INTHEPANDA, ... Sport : Ace Angel, Ken 45, Kenbai, ... |
| 6-9 luglio 2017          | Parco delle Esposizioni di Parigi Nord Villepinte | 238.241                  | Manga : Art of K, CAB & KTA, Caly, ... Videogiochi : Anoop SHEKAR, ... Musica : Annin Showchestra, BREAK☆THROUGH“5D, ... Cultura del web : Anne-laure JARNET, Brice Duan, ... Letteratura : Cécile DUQUENNE, Céline ETCHEBERRY, ... Sport : Andy WU, ... Cosplay : Ashe, ... |
| 5-8 luglio 2018          | Parco delle Esposizioni di Parigi Nord Villepinte | 247.919                  | Anime: Toshihiro Kawamoto, Masayhiko Minami, Keiko Nobumoto, Shinichiro Watanabe, Kimitoshi Yamane, Nobuhiro Arai, Mari Suzuki, Shingo Adachi, Masami Niwa, Manabu Ono, Hidetaka Tenjin, Thomas Astruc Manga : Atsushi Ohkubo, Yoshitoki Oima, Nicke, Itsuki Kameya, Chi, Reno Lemaire, Miya, Samantha Bailly, Romain Lemaire, Shonen, Yami Shin, Maître Gims, Darcy, Jd Morvan, Yoshiyasu Tamura, Aienkei, Antoine Dole, Christophe Cointault, Enaibi, Izu, Kalon, Vanrah, Vinhnyu, Tony Valente Videogiochi : Yasunori Nishiki, Masashi Takahashi, Shintaro Kojima, Daisuke Sato, Sôhei Niikawa, Yasuyuki Oda, Bounthavy Suvilay, Marcus Musica :TRF, Callme, Crystal Lake, =Love, Maneki Kecak, Mesemoa., Mika Kobayashi, Misaki Iwasa, Pikotaro, Sweep & Dj Yoku, The Sixth Lie, WI-FI-5, Yoko Takahashi, Cécile Corbel, Neko Light Orchestra, Banzai Japan, Tercera Traps, Emi Arisaka, +A (Akira - Ayasa), Luv K Raft, Mirei, Miura Ayme, Touken Ranbu, Iruzu Amase, Tokyo Rickshaw Cultura del web : Aurélien, Anis, LeChefOtaku, Noob, Trash Cultura e tradizioni : Akara, Aki Hiroshima Busho Tai, Gaho Takahashi, Gamushara Oendan, Kaein, Katanaya Ichi, Kirie, Okazu, Samurai-Kamui, Satsumasendai Odori-Daiko, Takarabune, Taro Fukushika, Yosakoi European Show Cosplay : Arlequin, Drefan, Gladzy Kei, Its Raining Neon, Mogu, Tinyasuo Sport : Mister Cacao |
| 4-7 luglio 2019          | Parco delle Esposizioni di Parigi Nord Villepinte | 252.510                  | Anime e manga: Leiji Matsumoto, Gô nagai, Yoshiyuki Tomino, Aurore, Art-Of-K, Rie Agura, Mokoto Aizawa, Jérôme Alquie, Caly, Philippe Cardone, Frédéric Charve, Hiroki Goto, Keiden, Kira Yukishiro, Daiki Kobayashi, Reno Lemaire, Romain Lemaire, Di Nianmiao, Salvatore Nives, Kenshirô Sakamoto, Rossella Sergi, Yami Shin, Shonen, Tony Valente, Tsuyoshi Takaki, Brigitte Lecordier, Toshinari Shinohe, Yoko Takahashi TV : Bioman (Michiko MAKINO, Akito OSUGA, Naoto OTA, Ryôsuke SAKAMOTO), Sumiko TANAKA, France Five Videogiochi : Toshiyuki Kusakihara, Genki Yokota, Nobuyuki Kuroki, Hiroshi Matsuyama, Yoann Gueritot, Yumi Saji, Kazuko Shibuya, Naoki Yoshida Musica : Ai Otsuka, Angela, Michel Barouille, Dadaroma, Ilu Grace, Aya Hirano, Mika Kobayashi, Claude Lombard, Miwa, Task Have Fun, The Sixth Lie, Yoshiki, VM5, We=MUKASHIBANASHI, Fure Fure Danshi -BOYS-, Caspa, Iron Attack!, Salome No Kuchibiru, Starrysky, Neko Light Orchestra, Naheulband Cultura del web : Brice Gaming Z, Julie Japon, Julien Fontanier, La Flander's Compagny, Le Visiteur du Futur, Missjirachi, Noob, Tremplins Web Cosplay : Twiin Cosplay, Yuegene Fay, Yaya Han Cultura e tradizioni : Izuru Amase, Asakusa Kenbukai Edge, Gamushara Oendan, Ichitarô, Kaien, Kamui, Katanaya Ichi, Kirie, Kooya, Reison Kuroda, Maihime, Miho, Yuzu Natsumi, Kanaki Sada, Takarabune Moda : Kennycreation, Nobuaki Tomita Sport : Puroresu Cucina : Gastronogeek Altri : Bang, Wes-P |
| 2-5 luglio 2020          | Evento rinviato al 2021.                          | Evento rinviato al 2021. | Evento rinviato al 2021. |
| 15-18 luglio 2021        | Parco delle Esposizioni di Parigi Nord Villepinte |                          | Manga: Tsukasa HÔJÔ Musica : Yuzu NATSUMI, May’n, SORGENTI, Blue Encount, TRUE Videogiochi : Yûsuke KOZAKI |